# Federico Berenguer
Federico Berenguer Fusté (Remedios, 15 de octubre de 1877-San Sebastián, 1947) fue un militar español, hermano del también militar y político Dámaso Berenguer.

## Biografía
Hijo del coronel de infantería Dámaso Berenguer Benimeli, originario de Callosa de Ensarriá (Alicante). ingresó en la Academia de Infantería de Toledo en 1895. Su carrera siguió paralela a la de sus hermanos Dámaso y Fernando. Ascendió a teniente en julio de 1898. Tras luchar en la guerra de Cuba, donde sirvió a las órdenes del comandante general de la División de Cuba, Arsenio Linares Pombo, pasó a Melilla, en operaciones de campaña, de ayudante de campo del general de la segunda Brigada de la primera División Darío Díez Vicario y en el Batallón de Cazadores de Llerena, con el que regresó a la península ibérica en enero de 1910. 
Participó en todas las campañas militares del futuro Protectorado español de Marruecos (guerra de Melilla, desembarco de Larache y guerra del Rif). En 1913 logró el grado de teniente coronel y luchó con el regimiento de Regulares Larache n.4 en Amerzan, Wad-Raso y Anyera. En 1916 ascendió al grado de coronel. En marzo de 1921 ascendió a general de brigada.
En 1923 formó parte del Cuadrilátero, grupo conspirador a favor de un pronunciamiento militar con los generales Cavalcanti, Leopoldo Saro Marín y Antonio Dabán Vallejo que facilitó la proclamación de la dictadura de Primo de Rivera, formando parte de la Junta Militar de Primo de Rivera el 15 de septiembre de 1923.
Ascendió al empleo de general de división el 18 de julio de 1925, y se le nombra general de la séptima división. En noviembre de 1925 se le nombra comandante general de Ceuta.
El 2 de octubre de 1927 fue promovido a teniente general, y un mes más tarde es nombrado capitán general de la VII Región Militar. En 1930, cuando su hermano fue nombrado presidente del Consejo de Ministros, fue designado capitán general de la I Región Militar (Madrid). Falleció en febrero de 1947 en San Sebastián.